# Quai de Montebello
Il quai de Montebello è un lungofiume della Senna a Parigi che si trova sulla riva sinistra del fiume ed è la continuazione del quai de la Tournelle fino al Petit-Pont. Lungo 314 m e largo 15 è tutto compreso nel V arrondissement. Prende il nome dal "duca di Montebello", cioè Jean Lannes, maresciallo dell'Impero, morto in battaglia a Essling il 22 maggio 1809.

## Storia
Il 13 fiorile dell'anno VII (2 maggio 1799), un processo verbale disposto dal Consiglio delle opere civili previde la creazione di un lungofiume tra il "quai de Miramiones" (divenuto in seguito quai de la Tournelle) e lo Petit-Pont. La creazione di questo lungofiume richiedeva la distruzione dell'annesso all'Hôtel-Dieu (sala Saint-Charles). Il progetto non fu realizzato e il 25 marzo 1811 fu previsto un lungofiume, detto di Montebello, fra il pont Saint-Michel e il pont de la Tournelle. Solo la parte fra il pont Saint-Michel e lo Petit-Pont fu realizzata; questa nuova via fu nominata quai Saint-Michel. Nel 1817 un muro di parapetto fu costruito tra la rue des Grands-Degrés e il pont au Double. Una decisione ministeriale del 5 ottobre 1818 denominò il nuovo lungofiume "quai de la Bûcherie". Un'ordinanza regia del 22 maggio 1837 previde il prolungamento del "quai de la Bûcherie" tra lo Petit-Pont e il pont au Double. Un nuovo fabbricato annesso all'Hôtel-Dieu fu costruito da Jean-Jacques-Marie Huvé nel 1840 e il vecchio edificio fu abbattuto. Un'ordinanza regia del 29 aprile 1839 previde il prolungamento del lungofiume a luogo dei numeri da 2 a 14 della rue des Grands-Degrés. Il "quai de la Bûcherie" fu rinominato "quai de Montebello" nel 1843.
Nel 1887, la rue Lagrange fu tracciata fra place Maubert e il quai de Montebello. La parte di strada della rue de la Bûcherie situata fra la rue du Fouarre e la rue Saint-Julien-le-Pauvre fu quindi soppressa. Il fabbricato annesso all'Hôtel-Dieu venne tuttavia demolito solo nel 1908.

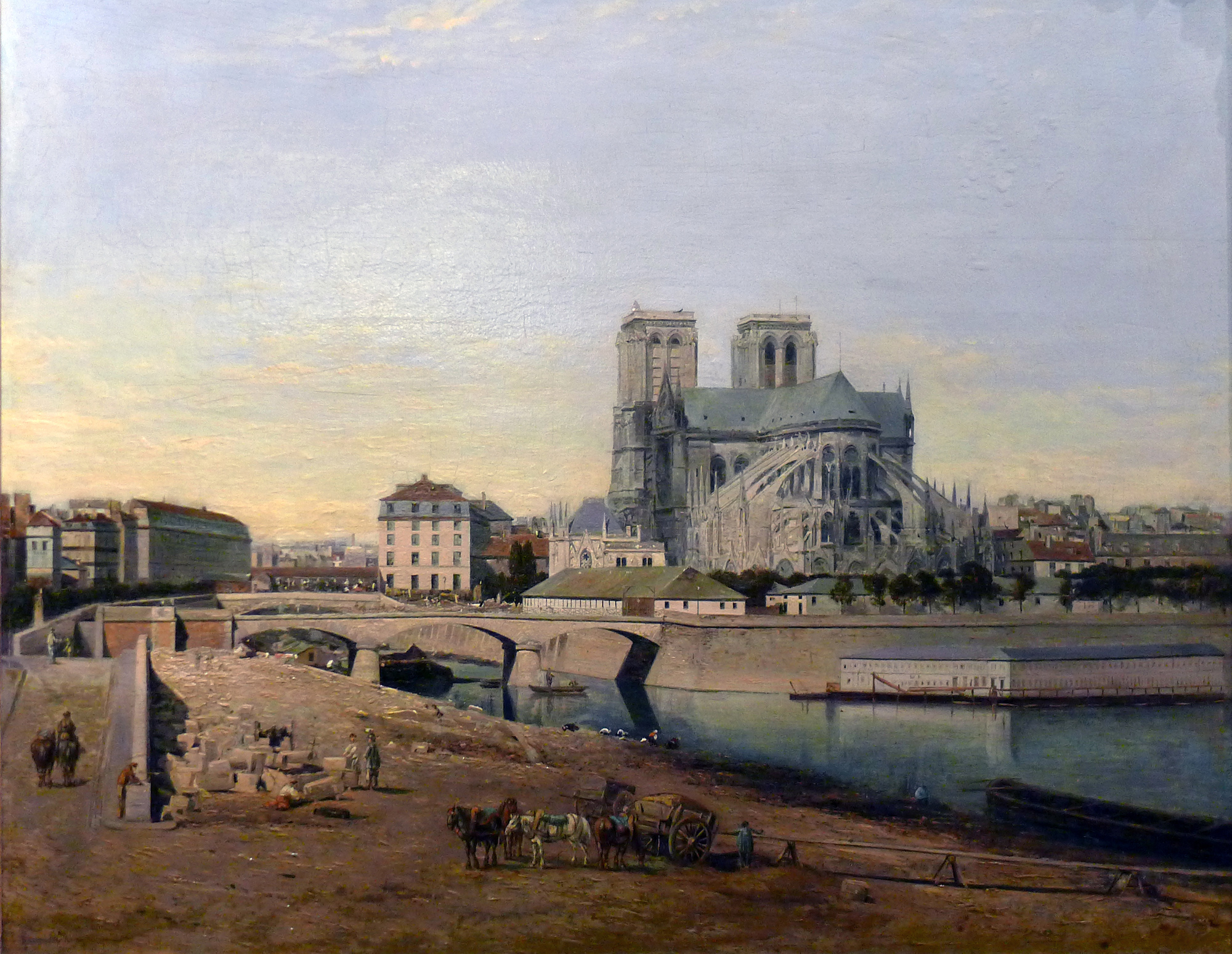
Il quai de Montebello e l'abside di Notre-Dame, Émile Harrouart, verso il 1860 - Museo Carnavalet
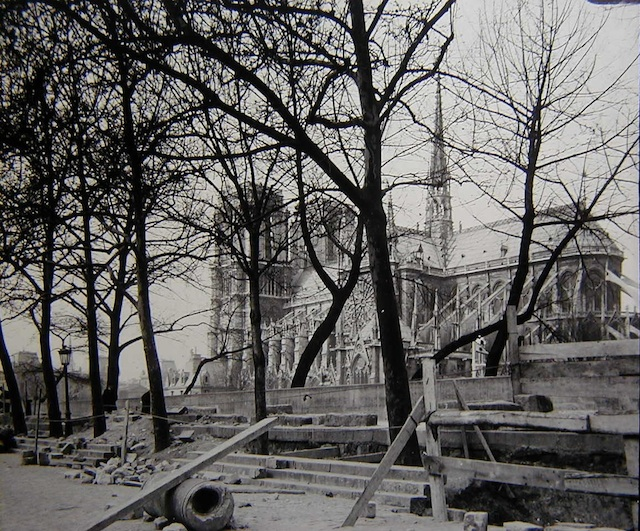
Verso il 1900
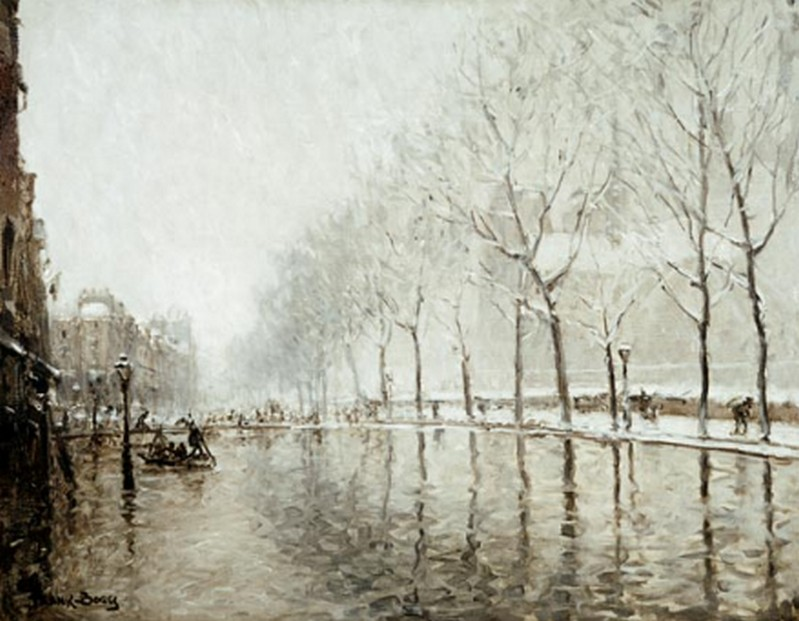
Quai de Montebello (Frank Boggs, verso il 1910?)
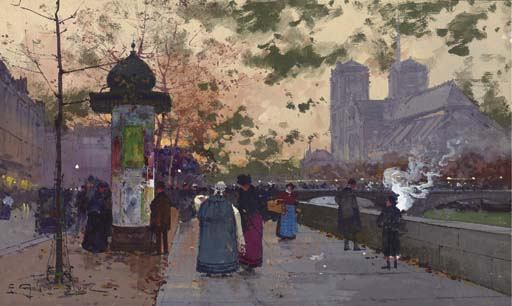
Quai de Montebello (Eugène Galien-Laloue, verso il 1915?)